# Świat według Clarksona
Świat według Clarksona to zbiór felietonów  autorstwa Jeremy'ego Clarksona z okresu swej pracy w "The Sunday Times". Książka składa się z 75 felietonów z okresu 07.01.2001 – 14.12.2003 o zróżnicowanej tematyce, zwykle opisujących jakieś wydarzenie z życia autora z minionego tygodnia.